# Pseudoformicaleo nubecula
Pseudoformicaleo nubecula är en insektsart som först beskrevs av Gerstaecker 1885.  Pseudoformicaleo nubecula ingår i släktet Pseudoformicaleo och familjen myrlejonsländor. Inga underarter finns listade i Catalogue of Life.